# Кампријано (Сијена)
Кампријано је насеље у Италији у округу Сијена, региону Тоскана.
Према процени из 2011. у насељу је живело 8 становника. Насеље се налази на надморској висини од 299 м.